# III Всеукраїнський військовий з'їзд

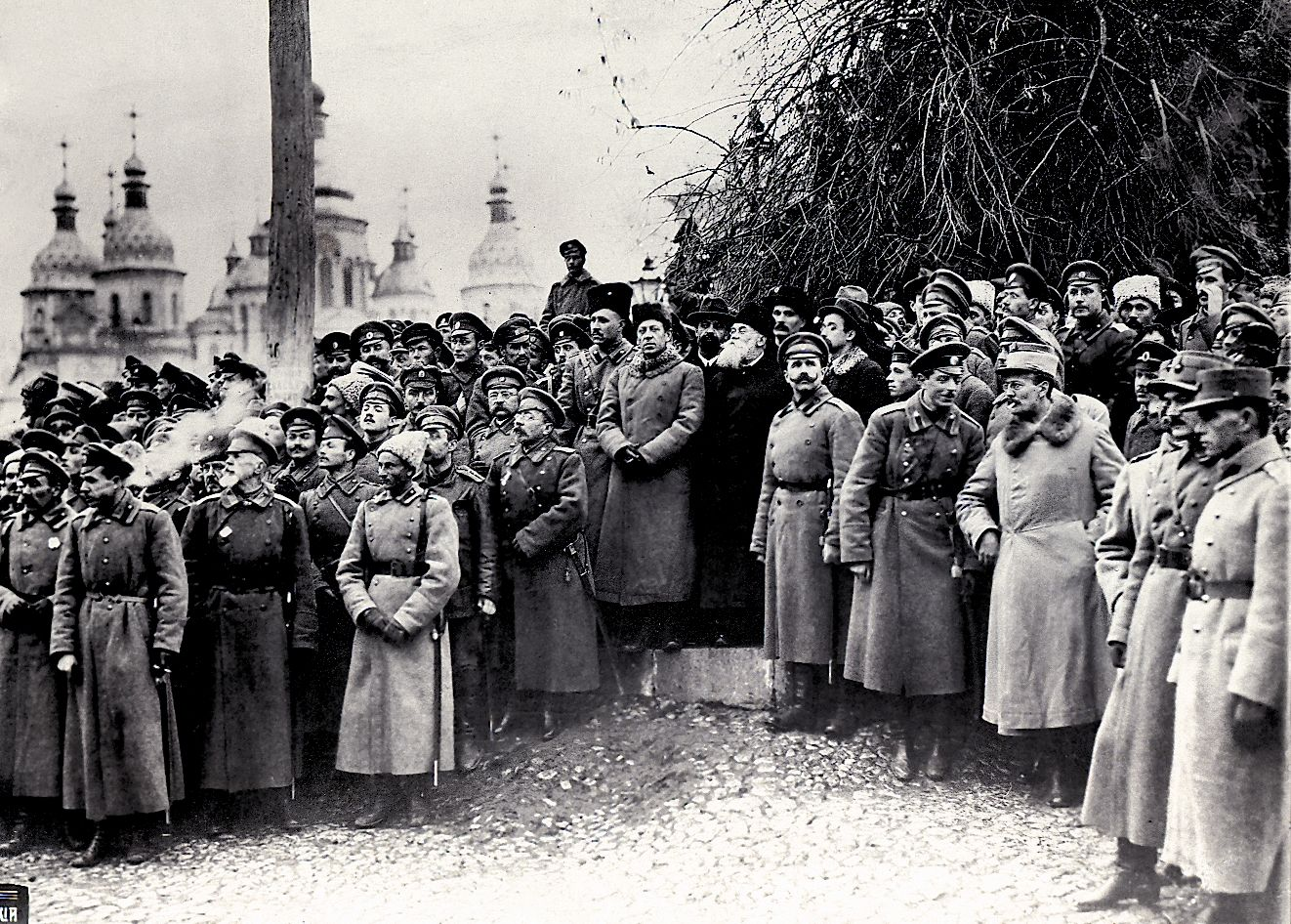
Мітинг з нагоди 3-го військового з'їзду у Києві

III Всеукраїнський військовий з'їзд відбувся з 2-го по 12 листопада (20—31 жовтня) 1917 року в Києві. В роботі з'їзду узяло участь близько 3-х тисяч делегатів з різних військових частин.
На з'їзді були представлені українські партії есерів (найбільша фракція), соціал-демократів, інші партії та групи. До президії були обрані: від українських есерів — Д. Лебединець (голова з'їзду), Шаулко, Блонський, Чернець, від українських есдеків — Табурянський, Скнар (заступник голови), а також безпартійний Лорченко, соціал-федераліст Андрущенко, націонал-революціонер Коваленко.
Після першого дня, за неповними даними, партійний склад 1000 делегатів, що прибули на з'їзд, був таким: 738 українських есерів, 111 українських есдеків, 24 соціаліста-федераліста, 22 самостійники, 13 націонал-революціонерів, 3 безпартійні соціалісти, 1 анархіст-індивідуаліст, 11 більшовиків, 90 безпартійних і 80 делегатів, чия приналежність
залишилася нез'ясованою. Згодом кількість делегатів зросла до 2,5 тис. чоловік.
З доповіддю на з'їзді виступали М. Грушевський, М. Ковалевський та інші.
На з'їзді було ухвалено рішення «негайно проголосити повну незалежність України і приступити до створення Української армії».
7 листопада з делегатів з'їзду було сформовано полк, який став в розпорядження Центральної Ради. Зброя та набої були вилучені з заводу «Арсенал». Командиром полку був призначений поручик Микола Ґалаґан. До полку також приєдналися юнкери юнкерського піхотного училища в Києві. Полк у ході боїв 11-13 листопада у Києві розбив військові частини штабу Київської Військової Округи, які підтримували повалений Тимчасовий уряд і придушив спробу заколоту більшовиків у місті, у якому брали участь зокрема майбутні отамани українського червоного козацтва і організатори підрозділів Українського Червоно-Козачого Корпусу (Української Радянської Армії, Української Повстанської Армії 1920х рр.), такі як Василь Боженко. Саме після цих подій, які знаменували розкол між українськими козаками-самостійниками і козаками-інтернаціоналістами почався процес становлення окремого українського більшовицького уряду зі столицею у Харкові і розгортання підпорядкованих її керівництву червонокозацьких формувань на сході Української Республіки.
Постанови з'їзду значною мірою вплинули на рішення Української Центральної Ради проголосити самостійність Української Народної Республіки (на той час автономія у складі Російської Федеративної Республіки) зі столицею в Києві і почати розбудову власних, окремих, самостійних державних структур як то військових, управлінських, зовнішньополітичних тощо.